# لیتل چوکتاواچه ریور
لیتل چوکتاواچه ریور (به انگلیسی: Little Choctawhatchee River) رودخانه‌ای است که در ایالات متحده آمریکا جریان دارد.